# 168 km (obwód kałuski)
168 km (ros. 168 км) – przystanek kolejowy w miejscowości Kaługa, w okręgu miejskim Kaługa, w obwodzie kałuskim, w Rosji. Położony jest na linii Wiaźma – Kaługa – Tuła.